# بركة باسكت
بركة باسكت هي بحيرة صغيرة شمال غرب وادي روك في مقاطعة ديلاوير، نيويورك. تتسرب جنوبا عبر جدول غير مسمى يتدفق إلى باسكت كريك، الفرع الشمالي.